# كي بي إيه سي لاليثا
كي بي إيه سي لاليثا هي ممثلة هندية (وحملت سابقاً جنسية الراج البريطاني)، ولدت في 25 فبراير 1947 في الهند. من الجوائز التي نالتها جائزة الفيلم الوطني لأفضل ممثلة مساعدة ‏ وجائزة فيلم فير جنوب.

## جوائز
- جائزة الفيلم الوطني لأفضل ممثلة مساعدة [الإنجليزية]‏
- جائزة فيلم فير جنوب

## وصلات خارجية
- كي بي إيه سي لاليثا على موقع IMDb (الإنجليزية)
- كي بي إيه سي لاليثا على موقع قاعدة بيانات الفيلم (الإنجليزية)